# 月尾笛鯛
月尾笛鯛，為輻鰭魚綱鱸形目鱸亞目笛鯛科的其中一種，分布於印度西太平洋區，從阿拉伯海東北部至萬那杜海域，棲息深度70-80公尺，體長可達35公分，棲息在珊瑚礁海域，通常單獨或成小群活動，屬肉食性，可做為食用魚。

## 擴展閱讀
維基物種上的相關：月尾笛鯛